# Camparini Gioielli Cup 2005
La Camparini Gioielli Cup 2005 è stato un torneo di tennis facente parte della categoria ATP Challenger Series nell'ambito dell'ATP Challenger Series 2005. Il torneo si è giocato a Reggio Emilia in Italia dal 20 al 26 giugno 2005 su campi in terra rossa.

## Vincitori

### Singolare
Thierry Ascione ha battuto in finale  Martín Vassallo Argüello con il punteggio di 6–3, 6–0

### Doppio
Irakli Labadze /  Jurij Ščukin hanno battuto in finale  Francesco Aldi /  Tomas Tenconi con il punteggio di 6–4, 6–3